# Central-Theater (Dresden)

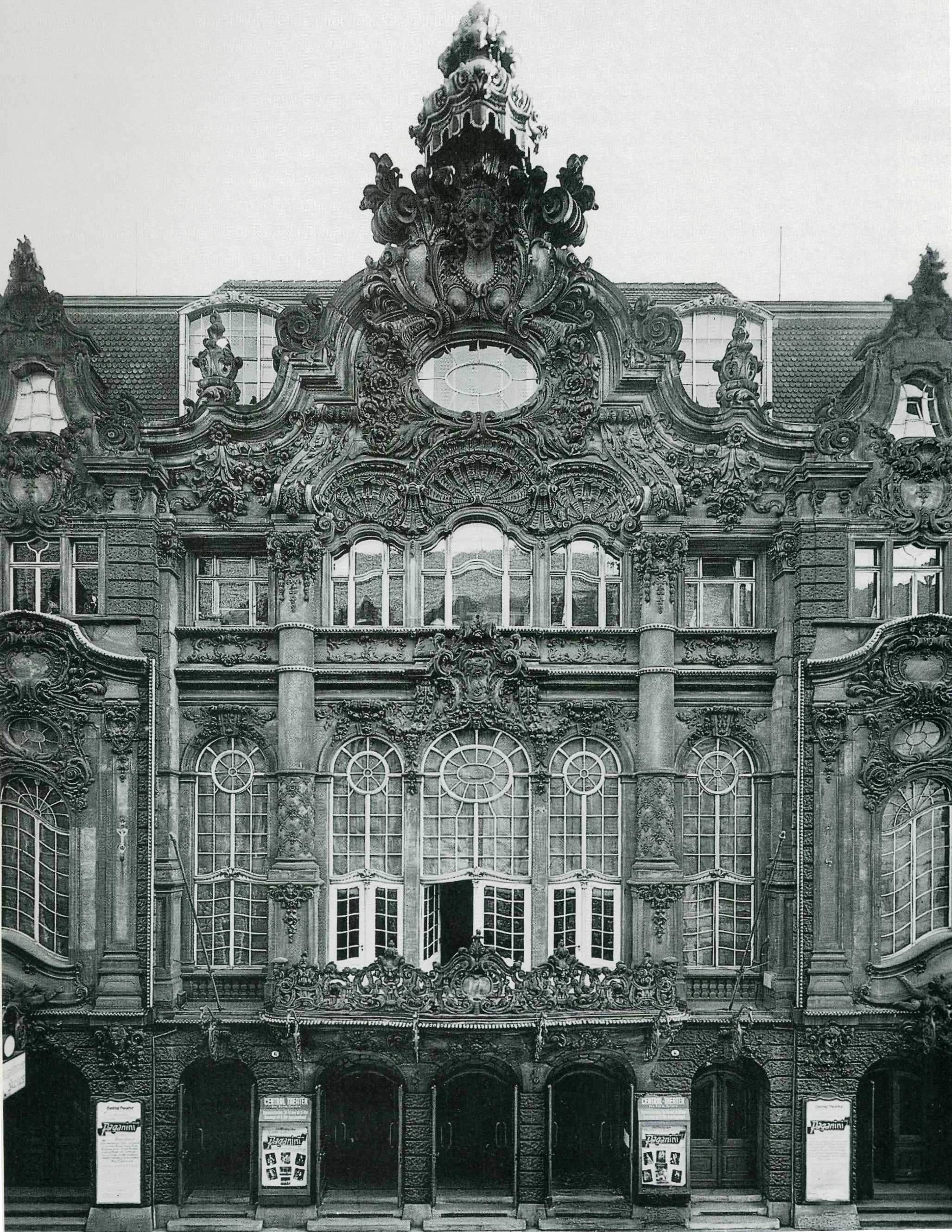
Das Central-Theater um 1901

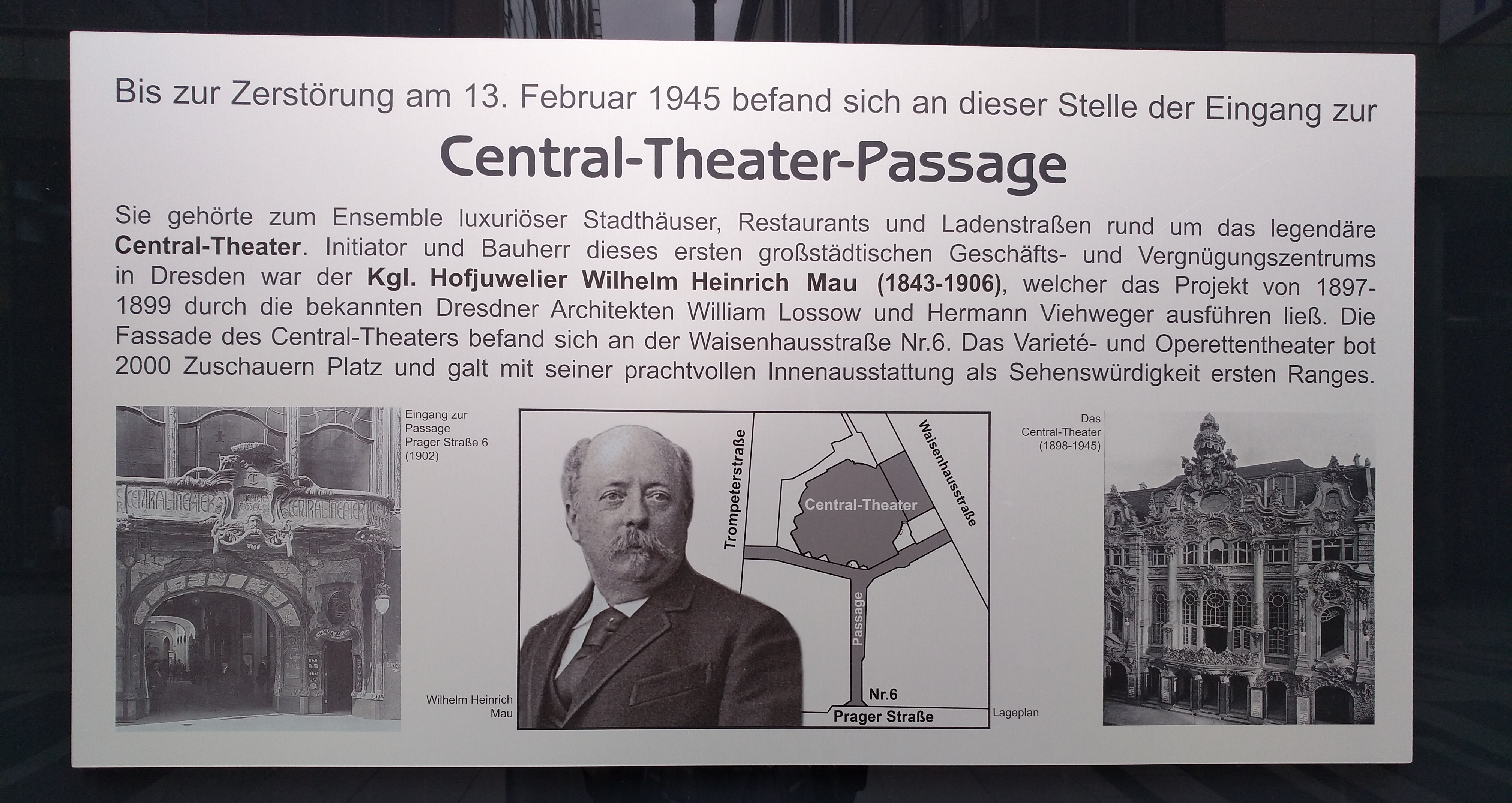
Gedenktafel Central-Theater und Heinrich Mau, Dresden, Prager Str. 7

Das Central-Theater, in den sekundären Quellen auch falsch als Zentraltheater benannt, war ein Theater in Dresden. Es befand sich auf der Waisenhausstraße zwischen Prager Straße und Trompeterstraße im Stadtteil Seevorstadt.

## Geschichte
Das Central-Theater wurde von 1897 bis 1898 im Auftrag des Hofjuweliers Heinrich Mau von den Dresdner Architekten William Lossow und Hermann Viehweger an Stelle des rokoko-klassizistischen Palais Boxberg mit einer Fassade im Neobarock nach Entwürfen von Heino Otto erbaut und am 21. November 1898 eröffnet. Das Central-Theater gehörte neben dem Komödienhaus auf der Reitbahnstraße, dem Albert-Theater und dem Residenz-Theater zu den Privattheatern der Stadt. Gleichzeitig war es mit rund 2000 Sitzplätzen eines der größten Theater Dresdens. Neben einer 12,5 Meter breiten Hauptbühne hatte das Theater weitere Theaterräume. Zudem gehörten zum Betrieb das Central-Theater-Café, ein Weinrestaurant, ein Billard- und Spielsaal sowie ein Bierrestaurant mit 1000 Sitzplätzen. Das Untergeschoss war als nach drei Seiten auslaufende Passage konzipiert.
Das Theater befand sich später im Besitz der Bank für Bauten AG, die es an Theaterunternehmer verpachtete. Neben Varietéabenden wurde das Theater schon bald zur Bühne für Operette und Revue. Populär wurde auch das hauseigene Central-Theater-Ballett.
Bei der Bombardierung Dresdens 1945 brannte das Gebäude aus und wurde nach 1950 abgetragen. Bereits 1945 schlossen sich Schauspieler des zerstörten Central-Theaters als Central-Theater-Spielgemeinschaft zusammen und setzten so die Tradition des Theaters an neuen Spielstätten Dresdens, darunter dem Kino Faunpalast auf der Leipziger Straße 76, fort. Die Gemeinschaft bestand bis 1950.
Zahlreiche Teile der Bühnentechnik konnten per Hand aus den Trümmern geborgen werden und fanden beim Neuaufbau des Operettentheaters in Leuben erneut Verwendung. Gleiches gilt für Eisenträger, Rohre und Kabel, wie auch Ziegelsteine, die mit Handwagen nach Leuben gekarrt wurden.
Im Juni 2017 wurde eine Gedenktafel für das Central-Theater, seine luxuriösen Passagen und den Erbauer Heinrich Mau etwa am Standort des früheren Eingangs von der Prager Str. 7 aus (heute in etwa Eingang zum P&C-Warenhaus) eingeweiht.

## Das Gebäude

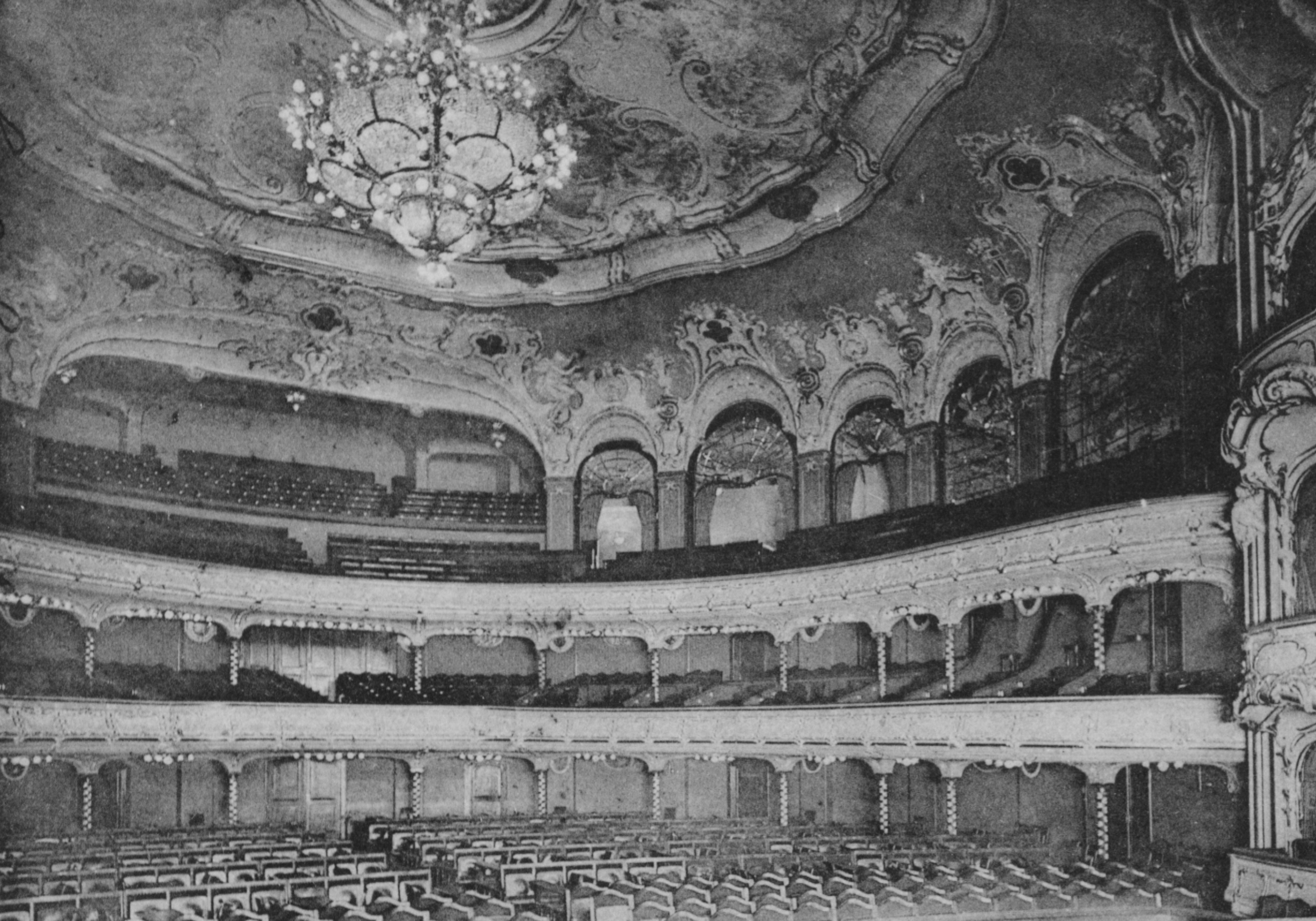
Zuschauerraum des Central-Theaters, um 1900

Wie der Kaiserpalast am Pirnaischen Platz repräsentierte das Central-Theater herausragend den „pompösen Neobarockstil“ in Dresden. Die Theaterfassade des 26 Meter breiten Hauses war streng symmetrisch gegliedert, viergeschossig angelegt, mit einem schlichten Erdgeschoss und drei reich gegliederten Obergeschossen. Die Fassade der Obergeschosse war in sieben Fensterachsen und zwei seitliche Fensterachsen aufgeteilt. Die beiden seitlichen Fensterachsen mit einhüftigen Fensterbogen waren von bossierten Eckpilastern flankiert.
Das erste Obergeschoss war als hohes Hauptgeschoss ausgestaltet, seine Fenster zeigten als oberen Abschluss wechselweise Korb- und Rundbogen. Die Fenster des zweiten Obergeschosses waren als geschweifte und gerade Abschlüsse gestaltet. Das Dachgeschoss war hinter einer stark geschwungenen Gesimslinie mit hohem Schweifgiebel verborgen. Über diesem Mittelgiebel befand sich eine Frauenbüste mit Kuppelbekrönung.
Diese Gliederung wurde durch eine überreiche Dekoration im Stil des Neobarock gestaltet und beinhaltete Festons, Kartuschen, Muschelwerk und Plastiken, die das in sich klare Gestaltungskonzept vollständig überlagerten.

## Der Spielplan und Theaterbetrieb

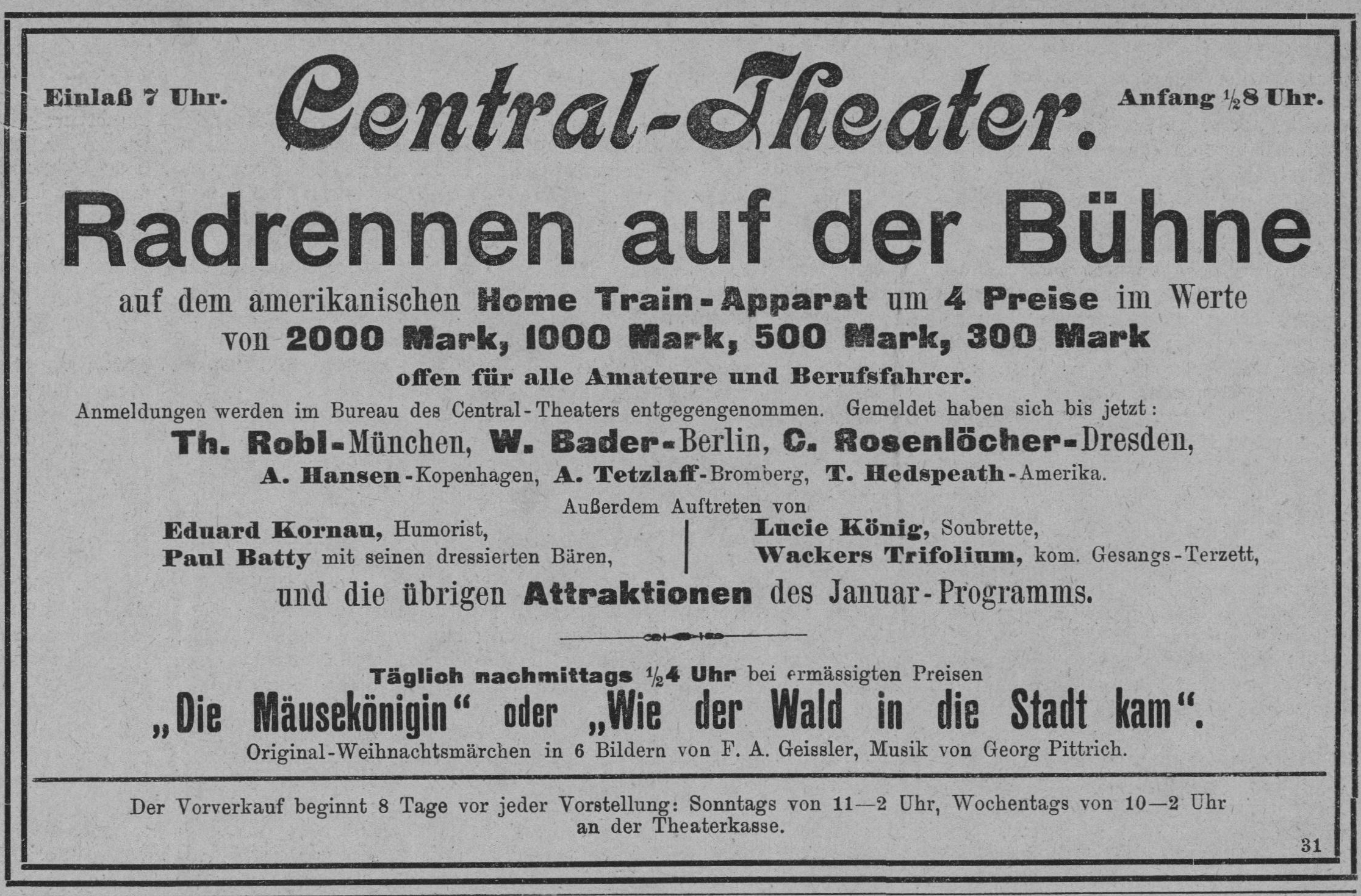
Zeitungsanzeige 1906

Das Central-Theater war – neben dem Residenz-Theater – das Operettenhaus Dresdens. In Dresden wurden hier erstmals Werke wie Emmerich Kálmáns Die Csárdásfürstin oder Eduard Künnekes Der Vetter aus Dingsda  sowie zahlreiche Operetten Franz Lehárs aufgeführt. Neben klassischen Operetten wurden vor allem neue Schauspiele, Lustspiele und Operetten zeitnah ins Programm genommen, so lief Franz Lehárs Der Zarewitsch bereits im Premierenjahr 1927 auch im Central-Theater. Neben eigenen Inszenierungen präsentierte das Theater auch Gastspiele prominenter Darsteller, darunter Fritzi Massary in Madame Pompadour, Claire Waldoff in Die wilde Auguste sowie Adelheid Bernhardt und ihre Schauspieltruppe. Zu den Uraufführungen am Central-Theater zählte 1940 Ernst Marischkas Franzi mit Musik von Peter Kreuder.
Während des Zweiten Weltkriegs kam es immer wieder zu Kooperationen mit Berliner Theatern. Inszenierungen Berliner Theater wurden dabei auch auf der Bühne des Central-Theaters gezeigt. Dies führte unter anderem 1944 zu einem Gastspiel von Johannes Heesters in Friedrich Schröders Stück Hochzeitsnacht im Paradies. Das Ensemble des Central-Theaters gab wiederum vor allem im Sommer Gastspiele in anderen deutschen Städten.

## Ensemblemitglieder des Central-Theaters (Auswahl)
- Maria Beling
- Ingeborg Fanger
- Hans Hansen
- Poldi Harlanns
- Helene Lauterböck
- Madeleine Lohse
- Hugo Ernst Rucker
- Rudi Schiemann
- Heinz Schlüter
- Rudolf Stiassny
- Georg Wörtge